# گورجون
گورجون (نام علمی: Dipterocarpus turbinatus) نام یک گونه از سرده دوبال‌میوه‌ها است.